# Trox gemmulatus
Trox gemmulatus is een keversoort uit de familie beenderknagers (Trogidae). De wetenschappelijke naam van de soort is voor het eerst geldig gepubliceerd in 1874 door George Henry Horn.